# Raión de Kalíninskaya
El raión de Kalíninskaya (del ruso: Калининский район) es uno de los treinta y siete raiones en los que se divide el krai de Krasnodar, en Rusia. Está situado en el área noroccidental del krai. Limita al sur con el raión de Dinskaya y el de Krasnoarméiskaya, al oeste con el raión de Slaviansk, al norte con el raión de Primorsko-Ajtarsk y el de Novopokróvskaya, y al este con el raión de Timashovsk. Tiene una superficie de 1 516 km² y contaba con una población de 50 765 habitantes en 2010. Su centro administrativo es Kalíninskaya.
El relieve llano del raión es ocupado por la cuenca del río Ponura y el Grechanaya Balka, afluentes del río Kirpili, que lo recorre en su curso medio e inferior de sudeste a noroeste. Se halla en las tierras bajas de Kubán-Azov. En el este y el nordeste se hallan campos de cultivo y el oeste es ocupado por los arrozales del delta del Kubán en la zona donde desemboca su distributario Anguélinski.

## Historia
El raión se estableció el 2 de junio de 1924 como raión de Popovicheskaya en tierras del disuelto otdel de Slaviansk del óblast de Kubán-Mar Negro. Inicialmente estaba compuesto por quince selsoviets: Andréyevski, Boikoponurski, Grechanaya Balka, Grívenski, Grishkovski, Zarechenski, Lebedisnki, Limano-Kirpilski, Mogukoro-Grechanski, Novonikoláyevski, Popovichevskaya, Starovelichkovski, Stebliyevski, Uliánovski y Jmelnitski. El 11 de febrero de 1927 se disolvió el raión, dividido entre el raión de Timashovsk, el de Slaviansk, el de Krasnodar y el de Primorsko-Ajtarsk.
El 31 de diciembre de 1934 como resultado de la descentralización del raión de Timashovsk, se crea el raión de Kaganovichevskaya con centro en Popovichevskaya. El 12 de septiembre se cambia el nombre tanto de la región como de la stanitsa a Kalíninskaya. El distrito es de nuevo disuelto e integrado en el de Timashovsk entre el 1 de febrero de 1963 y el 5 de abril de 1978, fecha en que se restablece a expensas del raión de Timashovsk y del de Krasnoarméiskaya. La administración actual es fruto de una reforma en 2005.

## Demografía
| Año  | Población. |
| ---- | ---------- |
| 1959 | 42 812     |
| 1979 | 43 949     |
| 1989 | 45 111     |
| 2002 | 50 161     |
| 2009 | 50 548     |
| 2010 | 50 765     |

## División administrativa
El raión se divide en 8 municipios rurales, que engloban a 27 localidades.
| Municipios de tipo rural            | Poblaciones* |
| ----------------------------------- | --- |
| Municipio rural Boikoponurskoye     | - jútor Boikoponura - stanitsa Andréyevskaya - selo Dolínovskoye - jútor Vasíliyevka                                                                                |
| Municipio rural Grivenskoye         | - stanitsa Grivenskaya - jútor Lébedi - jútor Prigibski |
| Municipio rural Grishkovskoye       | - selo Grishkovskoye - jútor Séverni |
| Municipio rural Dzhumailovskoye     | - jútor Dzhumailovka - selo Zaréchenskoye - jútor Rashpyli - jútor Zhuravliovka - jútor Masenkovski                                                                 |
| Municipio rural Kalininskoye        | - stanitsa Kalíninskaya |
| Municipio rural Kuibyshevskoye      | - jútor Grechanaya Balka - jútor Redant - jútor Malai - jútor Stepnói - jútor Mashchenski - jútor Greki - jútor Mogukorovka - posiólok Mirni - posiólok Rogachevski |
| Municipio rural Novonikoláyevskoye  | - stanitsa Novonikoláyevskaya - jútor Angélinski |
| Municipio rural Starovelichkovskoye | - stanitsa Starovelichkovskaya |

*Los centros administrativos están resaltados en negrita.

## Lugares de interés
- Iglesia Sviato-Bogoyavlenskaya, unos de los pocos ejemplos sobrevivientes de las iglesias de madera del Kubán.

## Economía
Los principales sectores de la economía de la región son la agricultura y la transformación de sus productos y la piscicultura.